# Султан моего сердца
«Султа́н моего́ се́рдца» (тур. Kalbimin Sultanı) — совместный российско-турецкий костюмированный многосерийный телевизионный художественный фильм (24 сюжета, по 50—60 минут) в жанре исторической мелодрамы, произведённый в 2018 году группой компаний «ГПМ КИТ» в составе холдинга «Газпром-медиа» под режиссурой Керема Чакироглу по сценарию Атиллы Унсала, Нила Гюлеч Унсала и Инджи Хекимоглу. Всемирная премьера фильма состоялась 13 июня 2018 года. Телевизионная премьера российского варианта — 8 января 2019 года, на вечернем показе Первого канала.

## Общий сюжет фильма
События фильма происходят в Стамбуле начала XIX века. Учительница французского и дочь секретаря посольства Российской империи по имени Анна случайно знакомится с переодетым в одежду простолюдина османским султаном Махмудом II. Во время первого разговора султан впечатляется не столько красотой незнакомки, сколько её умом и образованностью, и впоследствии приглашает её на работу в качестве преподавательницы французского для своих детей, но при одном условии — жить ей придется в его гареме. Поначалу Анна отказывается, однако под натиском шантажа и угроз российского посла по имени Дмитрий уступает. Во время работы молодая учительница сталкивается с множеством проблем: дети не слушают чужестранку, обитательницы гарема восприняли её соперницей. Ревность, политика, козни, шпионские и любовные интриги сопутствуют жизни Анны. Девушка понимает, что, встречаясь с султаном во время работы во дворце, она начинает влюбляться в него. Султан Махмуд также влюбляется в новую учительницу своих детей.
«История любви престолонаследника из царской семьи, в какой бы стране ни происходили события, к простой девушке, — это извечный сюжет. Тем более история о том, как турецкий Султан влюбился в девушку из России — должна взбудоражить души наших зрителей. Анне, главной героине, придется справляться с множеством „культурных несоответствий“. Я уверен, следить за развитием событий будет очень интересно и интригующе!».

## В ролях
- Александра Никифорова—учительница Анна
- Али Эрсан Дуру — султан Махмуд II
- Эмель Чёльгечен — Эсма-султан, сестра султана Махмуда
- Тансель Онгель[тур.] — Намык-паша
- Дмитрий Щербина — Франсуа, шпион короля Франции (Дмитрий Анатольевич, посол Российской империи)
- Андрей Руденский — Пётр Васильев, отец Анны, секретарь посольства Российской империи
- Александр Соколовский — Николай (Николя), жених Анны
- Бесте Кёкдемир — Хошьяр-султан, жена султана Махмуда II
- Танер Румели — Муса-ага
- Тунджер Салман — Халет-эфенди
- Бюлент Сейран — Амбер-ага
- Айтен Сойкёк — Джеври-калфа
- Сади Джелиль Дженгиз—Заир
- Озге Озкаплан — Айпери
- Аслыхан Малбора — Салиха-султан, дочь султана Махмуда II
- Гамзе Доганоглу — Гюльфидан-султан, племянница султана Махмуда II
- Энес Гочмен —  шехзаде Абдул - Меджид, сын султана Махмуда II
- Чинар Кибритчиолу —  шехзаде Абдул - Хамид, сын султана Махмуда II
- Ачелья Деврим Йыльхан — Ашубиджан-султан, мать Салихи-султан
- Йылмаз Мейданери — Великий визирь
- Озер Тунджа — Хайреддин-ага
- Олеся Фаттахова—'Надя (Надин), подруга Анны
- Отюкен Хюрмюзлю—Феттах-ага
- Шамиль Кафкас — Хабиб-ага
- Гурур Чичекоглу — Дживанмерт
- Арзу Оруч — Гюлизар-калфа, прислуга Хошьяр-султан
- Гюлай Гусейнова— Рейхан-калфа, прислуга Эсмы-султан
- Рахман Гореде —  Зифир
- Марк Левитас —  Жан-Пьер
- Илья Шакунов — инженер Сергей Иванович
- Софи Шуткина — Татьяна, сестра Сергея

## Производство
Поскольку съёмочный процесс шёл на турецком языке, причём на его более ранней версии — османском языке, знание языка было одним из требований к претенденткам на главную женскую роль.
Александра Никифорова приехала в Стамбул за два месяца до съёмок, чтобы выучить османский язык.

## Рейтинг
Возрастной ценз 16+ — для более зрелых и понимающих. По рейтингу IMDb имеет 6.2 баллов из 10, а в рейтинге Кинопоиска — 7.4 из 10.